# Artverviricota
Artverviricota — это единственный тип РНК-вирусов в царстве Pararnavirae. Содержит в себе единственный класс Revtraviricetes.

## Филогения
- Тип Artverviricota
  - Класс Revtraviricetes
    - Порядок Blubervirales
      - Семейство Hepadnaviridae (вирусы гепатита В)

    - Порядок Ortervirales
      - Семейство Caulimoviridae
      - Семейство Metaviridae
      - Семейство Pseudoviridae
      - Семейство Retroviridae
      - неклассифицированные Ortervirales

1. ↑  Таксономия вирусов (англ.) на сайте Международного комитета по таксономии вирусов (ICTV).
2. ↑  taxonomy. Taxonomy browser (Artverviricota). www.ncbi.nlm.nih.gov. Дата обращения: 21 августа 2022. Архивировано 21 августа 2022 года.